# Station Naturno-Naturns
Station Naturno-Naturns is een spoorwegstation aan de Vintzgouwspoorlijn in de gemeente Naturns (Italië-Zuid-Tirol).
De stationsnaam wordt volgens de regels van Trenitalia in het Italiaans aangegeven, gevolgd door het Duits als lokale taal.